# Превалє-под-Кримом
Превалє-под-Кримом (словен. Prevalje pod Krimom) — поселення в общині Брезовиця, Осреднєсловенський регіон, Словенія. Висота над рівнем моря: 340,9 м.